# Université de Lethbridge
L'Université de Lethbridge (en anglais, University of Lethbridge : U of L) est située dans la ville de Lethbridge, sur la rive ouest de la rivière Oldman, dans la province canadienne de l'Alberta.

## Historique
L'Université de Lethbridge a été créée en 1967. L'architecte Arthur Erickson dessina le grand hall qui fut inauguré en 1971. En 1996, l'Université de Lethbridge a ouvert deux nouveaux campus, un à Calgary et l'autre à Edmonton.

## Portrait académique
L'Université compte plus de 8 000 étudiants. Cependant, aucun de ses groupes n'excède 33 étudiants (approximativement). L'Université compte six facultés : sciences et arts, éducation, beaux arts, sciences santé, administration et cycles supérieurs.
L'université abrite le projet Digital Medievalist.

## Vie sportive
Les Pronghorns, connus sous le nom de Chinooks représentent l'université dans la fédération sportive canadienne en basket-ball, en hockey sur glace, en judo, en rugby à XV, en soccer, en natation et en athlétisme.

## Diplômés notables
- James Horsman, membre de l'Assemblée législative de l'Alberta
- Leroy Little Bear, travaillant principalement sur l'éducation des Premières nations